# Povelič
Povelić (szerbül: Повелич), település Bosznia-Hercegovinában, Srbac községben, Bosanska krajina területén, a Szerb Köztársaságban. 

## Fekvése
Bosznia-Hercegovina északi részén, Banja Lukától légvonalban 40, közúton 46 km-re északkeletre, községközpontjától légvonalban 3, közúton 4 km-re délnyugatra, a Lijevče polje mezejének északi részén, az azonos nevű folyó partján, 93-96 méteres tengerszint feletti magasságban található. 

## Népessége
| Nemzetiségi csoport | Népesség 1991 | Népesség 2013 |
| ------------------- | ------------- | ------------- |
| Szerb               | 1120          | 992           |
| Bosnyák             | 3             | 1             |
| Horvát              | 4             | 4             |
| Jugoszláv           | 44            | 0             |
| Egyéb               | 48            | 11            |
| Összesen            | 1219          | 1008          |

## Története
A település 1878-ig tartozott az Oszmán Birodalomhoz, ekkor a berlini kongresszus határozata alapján az Osztrák-Magyar Monarchia része lett. 1879-ben az első osztrák-magyar népszámlálás során a Berbiri járáshoz tartozó településnek 45 háztartása és 244 ortodox lakosa volt. A monarchia szétesésével 1918-ban előbb a Szerb-Horvát-Szlovén Királyság, majd 1929-től a Jugoszláv Királyság része. Az 1929-es törvény értelmében, amikor Bosznia-Hercegovinát négy banovinára, Drinskára, Vrbaskára, Zetskára és Primorskára osztották, a település a Vrbaska banovina része lett, amelynek székhelye Banja Luka volt Jugoszlávia megszállása után a Független Horvát Állam (NDH) része lett. A második világháború után a település a szocialista Jugoszláviához tartozott. A daytoni békeszerződést követő területfelosztásnál Srbac község részeként a Szerb Köztársaság területéhez került.

## Oktatás
A helyi iskola a srbaci „Jovan Jovanović Zmaj” Általános Iskola ötosztályos területi iskolája.

## Sport
FK Bratstvo Povelić labdarúgóklub

## Nevezetességei
Szent Illés próféta tiszteletére szentelt ortodox imaháza a helyi temetőben.